# Red (biologija)
Réd je v biološki taksonomiji enota (skupina, kategorija) v njeni sistematiki živalskega in rastlinskega kraljestva, ki je nižja od razreda. Z drugim redom ali podredom imajo njegovi člani značilnosti, ki označujejo skupnega evolucijskega prednika, in v splošnem več skupnih lastnosti kot člani višjih enot. Redovi se naprej delijo v družine. 
Nekateri veliki redovi, kot so glodavci, so razdeljeni še v podredove, v drugih primerih pa združujemo redove organizmov, ki imajo nekatere skupne značilnosti, v nadredove. Primer so pravi mrežekrilci (red Neuroptera), velekrilci (red Megaloptera) in kamelovratnice (red Raphidioptera), ki jih na osnovi podobne telesne zgradbe pripadnikov združujemo v nadred Neuropteroidea (mrežekrilci v širšem pomenu besede). Splošno veljavna pravila, kdaj sta si dve skupini organizmov dovolj različni za ločevanje v podredove, kdaj pa v redove, ne obstajajo. Tudi med strokovnjaki, ki se ukvarjajo z isto skupino organizmov, prihaja včasih do nesoglasij glede pomembnosti posameznih znakov za ločevanje in taksonomski rang skupine se lahko z novimi odkritji spreminja.
Latinsko ime za red je Ordo.
Redovi imajo pri rastlinah v latinskih imenih običajno pripono -ales.